# Borg
Borg este o rasă extraterestră fictivă de organisme cibernetice din universul Star Trek. În timp ce cibernetica este folosită de alte rase din universul science fiction (și de ceva vreme și de lumea noastră reală) pentru a repara defecte ale organismului sau defecte din naștere, rasa Borg folosește ameliorarea cibernetică forțată ca un mijloc de realizare a ceea ce ei consideră a fi perfecțiunea.
Rasa Borg constituie amenințarea principală în filmul Star Trek: Primul contact și joacă, de asemenea, un rol major în serialele Star Trek: Generația următoare și Star Trek: Voyager, ca o forță invadatoare ce amenință Federația Unită a Planetelor și, respectiv, ca o soluție de a se întoarce în Cuadrantul Alfa pentru Voyager, nava Federației izolată în cealaltă parte a galaxiei. Rasa Borg a devenit un simbol în cultura populară pentru orice forță nimicitoare împotriva căreia „rezistența este zadarnică”. Aceștia se manifestă ca drone umanoide cu implanturi cibernetice, aparținând mai multor specii, și organizate ca un colectiv interconectat, ale cărui decizii sunt luate la comun, prin intermediul unei minți colective, formată din mințile indivizilor, legate prin frecvențe radio subspațiale. 
Entitatea colectivă Borg ocupă o vastă regiune a spațiului în Cuadrantul Delta al galaxiei, posedând milioane de nave și având sub dominație mii de sisteme solare. Scopul lor este unul singur: să „asimileze caracteristicile biologice și tehnologice ale altor specii” pentru a atinge ceea ei consideră a fi perfecțiunea. Conceptul de perfecțiune este ideea centrală ce oferă unitate colectivului Borg. Căutarea perfecțiunii este singura motivație a rasei Borg, fie ea și una mecanică, lipsită de emoție. Acest deziderat este îndeplinit prin asimilarea forțată, un proces care transformă indivizii și tehnologia în elemente ale colectivului. În același timp, indivizii sunt controlați prin implantarea sau atașarea de componente artificiale.
La prima lor apariție în franciza Star Trek („Q Who?”), ni se oferă foarte puține informații despre rasa Borg, despre originile și intențiile lor. În confruntările lor cu alte rase, ei nu manifestă niciun fel de deschidere spre negociere sau rațiune, ci au ca scop doar asimilarea. Dând dovadă de o mare capacitate de a se adapta la orice situație sau amenințare, întâmpinându-și noile cunoștințe cu afirmația dezarmantă „Rezistența este zadarnică”, rasa Borg devine una dintre cele mai mare amenințări la adresa Flotei Stelare și a Federației. Deși la început au fost prezentați ca o entitate omogenă și anonimă, creatorii serialului au introdus mai târziu conceptul unei Regine Borg și cel al unui centru de control. În același timp, reprezentanți ai colectivului Borg sunt folosiți ocazional drept cataliști în fire epice mai complicate.
În Star Trek, tentativele de a opune rezistență rasei Borg fac subiectul uneia dintre temele centrale, cu multe exemple de reușită, atât din partea fostelor sau actualelor drone, cât și din partea posibilelor victime. Sunt demonstrate și faptele că se poate supraviețui asimilării (exemplul cel mai notabil fiind Jean-Luc Picard), și că dronele se pot separa de colectiv (exemplul cel mai notabil fiind Seven of Nine), recăpătându-și individualitatea, sau că pot exista ca un colectiv fără să asimileze forțat pe alții. Rasa Borg are particularitatea că reprezintă personajul antagonic în mai mult de o serie, fără să fi apărut în seria originală Star Trek.

## Concept
În comentariul text la Ediția de Colecție a filmului Star Trek: Primul contact, Michael Okuda a dezvăluit că scenariștii serialului Star Trek: Generația următoare începuseră să dezvolte ideea rasei Borg încă din primul sezon, pentru episodul „Conspiracy”, care introducea o formă de viață simbiotică coercitivă, care prelua controlul asupra unor ofițeri cheie ai Federației. Aceasta a fost distrusă de echipajul navei Enterprise și nu a mai apărut niciodată (însăși ideea 'conspirației extraterestre' a fost abandonată atunci când a devenit clar că acest concept era prea sumbru pentru publicul țintă al serialului Star Trek). S-a renunțat, de asemenea, la planurile de a prezenta rasa Borg ca o amenințare crescândă, preferându-se o introducere mai subtilă, plecând de la misterul dispariției unor colonii de ambele părți ale Zonei Neutre, în episodul „The Neutral Zone”, și culminând cu confruntarea dintre Borg și echipajul navei Enterprise în „Q Who?”.
Conceptul rasei Borg s-a născut din necesitatea ca, în Star Trek, să existe un antagonist nou, care să apară în mod regulat, ceea ce lipsise în primul sezon al Generației următoare; Klingonienii erau acum aliați, iar Romulanii erau mai mult absenți. Inițial, Ferengi fuseseră concepuți ca nou inamic al Federației Unite a Planetelor, dar aspectul lor comic și neintimidant, dublat de devotamentul lor pentru acumularea capitalistă prin „antrepriză liberă” a făcut ca aceștia să nu mai constituie o amenințare credibilă. Acestei rase i s-a atribuit ulterior rolul de personaj comic. În schimb, rasa Borg, cu aspectul lor înfricoșător, puterea imensă și, cel mai important, cu motivația lor sinistră, s-a transformat în personajul negativ prin excelență, în seriile Generația următoare și Voyager.

### „Rezistența este zadarnică”
Indivizii Borg vorbesc arareori. În schimb, ei trimit un mesaj audio colectiv către victimele lor, cu conținutul „rezistența este zadarnică”, urmat de afirmația că respectivele victime vor fi asimilate, iar caracteristicile lor biologice și tehnologice vor fi adăugate colectivului. Frazara exactă variază de la episod la episod, iar aspectul biologic lipsește cu desăvârșire la prima apariție Borg pe micile ecrane. Una dintre frazările posibile este următoarea, din Star Trek: Voyager: "Noi suntem Borg. Existența voastră, așa as cum o cunoașteți, s-a terminat. Vă vom adăuga caracteristicile biologice și tehnologice colectivului nostru. Rezistența este zadarnică."
Expresia „rezistența este zadarnică” ("resistance is futile", în original) a devenit foarte răspândită în cultura populară culture datorită folosirii sale în serialul de televiziune Star Trek: Generația următoare (1987–1994).
Borgii folosesc această expresie în mai multe episoade Star Trek și în filmul Star Trek: Primul contact (1996). Felul în care Locutus (Patrick Stewart) rostește replica în „The Best of Both Worlds” a propulsat-o pe locul #93 în lista TV Land a celor „100 Cele mai bune citate din televiziune”. Expresia a fost, de asemenea, folosită ca slogan al filmului First Contact.

## Caracteristici

### Unicomplex
Un Unicomplex este o locație din universul fictiv Star Trek, folosită ca un sediu central al rasei Borg. Unicomplexul se află într-o zonă necunoscută a Cuadrantului Delta. Este centrul tuturor activităților de procesare ale colectivului Borg, și constituie reședința Reginei Borg. Unicomplexul este o grupare asemănătoare unui ciorchine, formată din mii de cuburi conectate printr-o mulțime de canale și noduri de transport. Cuburile Borg intră și ies frecvent din Unicomplex, călătorind spre alte părți ale galaxiei, prin intermediul canalelor transwarp. Unicomplexul apare cu preponderență în episoadele ce preced finalul seriei Star Trek: Voyager. Unicomplexul a fost distrus în 2378, după ce Regina Borg a asimilat un patogen neurolitic de la viitorul Amiral Kathryn Janeway, care călătorise înapoi în timp.

### Aspect general
Deși membrii rasei Borg seamănă rareori între ei, aceștia au câteva caracteristici comune. Ei au în general un ochi (predominant cel stâng) înlocuit cu un implant ocular sofisticat, care le permite să vadă dincolo de spectrul vizual uman. Acest implant proiectează de obicei o rază laser roșie, mai ales în aparițiile ulterioare ale rasei. Ei au, de asemenea, un braț înlocuit cu o unealtă multifuncțională și pielea lividă, ceea ce le dă un aspect aproape de zombie. Pielea lor a fost la început uscată și cu aspect uman, dar, cu timpul, a devenit mai lucioasă și cu vene protuberante.
Datorită ameliorării cibernetice, toți membrii rasei Borg au o forță fizică mult superioară oamenilor, dar în grade variate (în funcție de specia din care provine drona). Cu toate acestea, ei nu aleargă niciodată, ceea ce permite majorității speciilor să-i depășească în mers. Dronele Borg sunt rezistente la focul de fazer, fiind complet imune la setarea de imobilizare. În plus, toate dronele Borg sunt dotate cu un scut personal, care se adaptează colectiv la focul de fazer. În diverse episoade, fazerele tind să devină inutile după cel mult doisprezece focuri, în funcție de setare și interval între trageri. Frecvențele fazerelor pot fi modificate pentru a putea penetra scutul dronelor, dar acestea se adaptează mai repede odată cu fiecare modulație. Din această cauză, echipajele folosesc în mod frecvent o largă varietate de contramăsuri, cum ar fi gloanțele holografice (în Star Trek, obiectele holografice sunt solide atâta timp cât setările de siguranță ale holopunții sunt dezactivate) și armele albe, așa cum putem vedea în filmul Star Trek: Primul contact. Mintea colectivă Borg poate avea unele dezavantaje: o slăbiciune a dronelor Borg este faptul că, de obicei, ignoră orice lucru pe care nu-l percep ca pe o amenințare directă (doar dacă nu primesc comanda directă de atac), ceea ce permite membrilor echipajului de pe Enterprise, pasivi dar înarmați, să treacă nevătămați printre drone, până când manifestă un comportament agresiv.
Cel mai important component cibernetic al oricărei drone Borg este "nodul cortical", care controlează toate celelalte implanturi cu "locație fixă" din corpul dronei. Acest nod este cel mai adesea implantat în frunte, deasupra ochiului drept, care este un element organic de obicei păstrat. Dacă nodul cortical se defectează, drona afectată moare în cele din urmă, deoarece el nu poate fi nici reprodus, nici reparat. Totuși, nodul se poate înlocui cu succes la bordul unei nave Borg, dacă defecțiunea este detectată la timp, înainte ca drona să moară.

### Asimilarea
Asimilarea este procesul prin care rasa Borg integrează noi ființe și culturi în colectivul lor. „Veți fi asimilați” este una dintre puținele expresii folosite de către Borg în comunicarea cu alte specii. Rasa Borg a întâlnit și asimilat mii de specii și miliarde de indivizi în toată galaxia. Ei dau fiecărei specii un număr, alocat la momentul primului contact.
La prima lor apariție, aflăm că rasa Borg este mai degrabă interesată să asimileze tehnologie decât ființe vii, cutreierând prin univers ca un prădător implacabil ce a asimilat nave, planete, și chiar întregi societăți pentru a aduna noi tehnologii. Ei fac deosebiri între rase din acest punct de vedere, considerându-le pe unele inferioare tehnologic și nedemne de a fi asimilate. Un exemplu de acest fel este rasa Kazon. (TNG: „Q Who?”) Prezența unui nou-născut Borg la bordul primului cub pe care-l vedem arată faptul că aceștia asimilează chiar și copii.
La a doua lor apariție, în „Două lumi”, Borgii îl capturează și asimilează pe Căpitanul Jean-Luc Picard, integrându-l în colectiv prin intervenții chirurgicale care îl transformă în Locutus de Borg. În limba latină, acest nume înseamnă "cel care a vorbit" și exprimă rolul lui Locutus de a vorbi Federației în numele rasei Borg. După acest episod, asimilarea formelor de viață devine o parte mult mai proeminentă a comportamentului lor general.
Metoda prin care indivizii sunt asimilați în colectiv a fost prezentată diferit de-a lungul timpului, cu singurul element comun că umanoizii nou-născuți sau în stadiu fetal sunt supuși unei dezvoltări accelerate și primesc atât implanturi conectate direct la creier, membre cu unelte atașate, armură, cât și alte tipuri de proteze. în Star Trek: Primul contact, metoda de asimilare a adulților este cea, mai eficientă, a injectării de nanosonde-(naniți)-în sistemul circulator al individului, cu ajutorul unei perechi de tubuli, care țâșnesc din mâna dronei. Asimilarea prin nanosonde este prezentată ca un proces cu evoluție rapidă, marcată prin decolorarea pielii victimei într-o nuanță de gri și apariția unor urme negre, la câteva secunde de la contact. Individul este apoi luat de către drone, pentru a fi complet asimilat; acestuia i se șterge orice urmă de individualitate și i se fac implanturile necesare pentru ca noua dronă să-și poată lua locul în colectiv. Această metodă de asimilare este, de asemenea, de o natură predominant chirurgicală. În „The Best of Both Worlds”, dronele acoperă pur și simplu corpul victimei cu dispozitive cibernetice. În Primul contact, unui membru al echipajului capturat i se amputează un antebraț și i se scoate un ochi, acestea fiind apoi înlocuite cu implanturi artificiale.
Deoarece procesul de asimilare depinde de folosirea nanosondelor, speciile cu un sistem imunitar extrem de avansat pot opune rezistență asimilării. Până acum, doar Specia 8472 este capabilă să respingă tentativele de asimilare, iar doctorul Phlox a reușit și el să combată procesul de asimilare în eisodul „Regeneration” din seria Star Trek: Enterprise.
Nanosondele sunt mașini microscopice care populează corpul, sistemul circulator și majoritatea implanturilor unei drone Borg. Acestea îndeplinesc funcții precum întreținerea sistemelor cibernetice, sau vindecarea oricăror răni ale componentelor organice. Nanosondele generează noi dispozitive tehnologice în corpul dronelor atunci când acest lucru este necesar, și oferă protecție împotriva bolilor și a virușilor. De dimensiunea aproximativă a unei globule roșii umane, ele înaintează prin sângele victimei și se atașează de celule individuale. Nanosondele rescriu ADN-ul celular, modificând astfel biochimia victimei, și formând în cele din urmă structuri și rețele mai complicate, cum ar fi căile de transmitere a impulsurilor electrice, nodurile de procesare și stocare a datelor, și dispozitivele artificiale care țâșnesc din pielea dronei. În episodul „Mortal Coil”, Seven of Nine afirmă că rasa Borg a asimilat tehnologia nanosondelor de la „Specia 149”.
Deși sunt folosite de Borg pentru a exercita control asupra altor ființe, nanosonde reprogramate au fost de multe ori folosite de echipajul navei Voyager în scopuri medicale. Într-una dintre instanțe, sondele au fost folosite pentru a-l resuscita pe Neelix la 18 ore, 49 de minute și 13 secunde după moarte, acestea reparându-i leziunile. De asemenea, ele sunt folosite pentru a trata afecțiunile diverșilor vizitatori pe navă.
Capacitatea nanosondelor de a absorbi tehnologiile avansate cu care vin în contact, integrându-le astfel în colectiv, este demonstrată în episodul seriei Voyager intitulat „Drone”, unde nanosondele lui Seven of Nine fuzionează cu emițătorul mobil al Doctorului, care utilizează tehnologia secolului 29, dând astfel naștere unei singure drone din secolul 29, care există în afara colectivului și are capacități mult superioare dronelor din secolul 24. Încercarea Borgilor de a asimila această dronă eșuează, evitându-se astfel diseminarea capacităților sale superioare în cadrul colectivului.
Dronele Borg nu încearcă să asimileze orice ființă cu care vin în contact. Ele tind să ignore în totalitate ființele pe care le consideră prea slabe pentru a reprezenta o amenințare sau prea înapoiate pentru a merita să fie asimilate. Căpitanul Picard și echipa sa trec fără probleme pe lângă un grup de drone într-o scenă din filmul Primul Contact, deoarece ei sunt neînarmați, iar dronele execută o misiune programată.

## Colectivul Borg
Cunoscut și ca „minte de grup” sau „conștiință colectivă”, acesta este termenul folosit pentru a descrie conștiința comună a civilizației Borg. Fiecare individ Borg, sau dronă, este conectat la colectiv printr-o rețea subspațială sofisticată, care asigură supravegherea și îndrumarea fiecărei drone. Gândurile colectivului sunt transmise într-un domeniu subspațial similar cu cel folosit de sistemul de teleportare. Apartenența la colectiv oferă dronelor avantaje biomedicale semnificative. Energia mentală a conștiinței de grup poate ajuta o dronă rănită să-și regenereze părți biologice sau tehnologice ale corpului. Conștiința colectivă nu le conferă doar abilitatea de a „împărtăși aceleași gânduri”, dar si cea de a se adapta foarte rapid la tacticile defensive folosite împotriva lor.

## Regina Borg

Alice Krige în rolul Reginei Borg, în Star Trek: Primul contact

Înainte de filmul Star Trek: Primul contact, rasa Borg nu pare să aibă o ierarhie de comandă, ci folosește o structură similară în principiu internetului, neavând un centru de comandă și funcționând prin procesare distributivă. În Primul contact facem cunoștință cu Regina Borg (nu este astfel numită în film, dar genericul filmului prezintă această denumire). Regina este interpretată de actrița Alice Krige, care a reluat rolul în seria Star Trek: Voyager (exceptând episoadele în două părți „Dark Frontier” și „Unimatrix Zero”, în care Susanna Thompson a jucat acest rol). Regina Borg este punctul central al conștiinței colective Borg și este o dronă unică în colectiv. Ea provine din Specia 125, care aduce „ordine haosului”, și se referă la sine atât prin pronumele „noi”, cât și prin „eu”. În Primul contact discursul Reginei sugerează că ea este o expresie a inteligenței totale a colectivului Borg; nu un aparat de control, ci un avatar al întregului Colectiv ca individ.
Introducerea Reginei Borg a schimbat radical accepțiunea canonică a felului în care funcționează rasa Borg; unii fani consideră că Regina Borg este „nimic mai mult decât un artificiu narativ lipsit de logică” creat pentru a face serialul mai „teatral”.
În Primul Contact, vedem prin intermediul amintirilor lui Picard că Regina Borg fusese aparent prezentă în timpul asimilării acestuia, și fusese considerată moartă după distrugerea cubului Borg cu mai mulți ani înainte. În film, ea își îndreaptă atenția către Data. După ce acesta este capturat de dronele ei, Regina încearcă să-l convingă să i se alăture, profitând de dorința lui de a deveni mai uman. Ea afirmă că dorește o ființă semi-independentă non-Borg drept tovarăș intelectual. Această Regină este parțial distrusă atunci când componentele ei organice sunt lichefiate, după ce Data rupe una dintre conductele cu agent de răcire pentru plasma warp de pe Enterprise. Picard o anihilează complet, rupându-i coloana vertebrală. Ea este, de asemenea, distrusă în episodul „Endgame” din seria Voyager.

## Listă de specii catalogate de Borg
- Specia 180: Ferengi [8]
- Specia 218: Talaxiani [9]
- Specia 329: Kazoni
- Specia 521: Shivoliani[10]
- Specia 689: Norcadiani [11]
- Specia 2461: Brunali
- Specia 3259: Vulcanieni
- Specia 4228: Hazari
- Specia 5618: Oameni
- Specia 6281: Yridiani
- Specia 6961: Ktariani
- Specia 8472: Specia 8472 [12]